# 제일은행 야구단
제일은행 야구단은 1963년부터 1995년까지 존재했던 실업 야구단이다. 1978년 한일은행 야구단과 함께 현대건설로 인수될 뻔했으나 무산되었으며 해체를 꽤 오래 전부터 생각해왔는지 1990년부터는 선수 영입을 일체 하지 않다가 1995년 시즌 후 축구 사격팀과 함께 해체됐다.

## 주요 선수
- 한동화
- 김동위
- 박남호
- 최광묵
- 정동진
- 김병우
- 김우열
- 김차열
- 이종도
- 박준영
- 류영수
- 권두조
- 유종겸